# Boeung Ket Angkor FC
Câu lạc bộ bóng đá Boeung Ket là một câu lạc bộ bóng đá chuyên nghiệp Campuchia có trụ sở tại tỉnh Kampong Cham, trước tháng 1 năm 2015, là một câu lạc bộ bóng đá ở tỉnh Kampong Cham, Campuchia. Nó chơi ở Liên đoàn Campuchia, bộ phận hàng đầu của bóng đá Campuchia. Câu lạc bộ đã giành được 3 chức vô địch tại Liên đoàn Campuchia (2012, 2016 và 2017) và là á quân trong mùa giải (2013, 2014 và 2018) .

## Đội hình hiện tại
| Số áo |          | Vị trí | Cầu thủ                       |
| ----- | -------- | ------ | ----------------------------- |
| 1     | Cambodia | GK     | Hul Kimhuy                    |
| 2     | Cambodia | DF     | Sleh Sen                      |
| 3     | Cambodia | DF     | Sath Rosib                    |
| 4     | Cambodia | DF     | Ly Vahed                      |
| 5     | Cambodia | DF     | Soeuth Nava                   |
| 6     | Cambodia | DF     | Touch Pancharong              |
| 7     | Brazil   | FW     | Dudu                          |
| 8     | Cambodia | MF     | Mat Yamin                     |
| 9     | Cambodia | FW     | Khoun Laboravy (Vice-captain) |
| 10    | Cambodia | FW     | Mat Noron                     |
| 13    | Cambodia | DF     | Sraing Titchhy                |
| 14    | Cambodia | MF     | Our Phearon                   |
| 15    | Cambodia | DF     | Uy Vutha                      |
| 16    | Cambodia | DF     | Tes Sambath                   |
| 17    | Cambodia | MF     | Ly Mizan                      |

| Số áo |          | Vị trí | Cầu thủ                       |
| ----- | -------- | ------ | ----------------------------- |
| 18    | Cambodia | DF     | Sun Sovannrithy (3rd-captain) |
| 19    | Cambodia | DF     | Lim You                       |
| 23    | Cambodia | FW     | Mon Vannda                    |
| 24    | Cambodia | GK     | Alex You                      |
| 25    | Cambodia | DF     | Hong Pheng (Captain)          |
| 27    | Nigeria  | FW     | Julius Oiboh                  |
| 28    | Japan    | MF     | Hikaru Mizuno                 |
| 29    | Spain    | FW     | Ángel Carrascosa              |
| 33    | Cambodia | GK     | Om Channou                    |
| 36    | Cambodia | GK     | Kim Makara                    |
| 45    | Cambodia | FW     | Chea Vesly                    |
| 71    | Cambodia | DF     | Pom Barang                    |
| 95    | Cambodia | MF     | Khamlun Chen                  |
| 99    | Nigeria  | FW     | Samuel Ajayi (4th-captain)    |

### Cầu thủ có nhiều quốc tịch
- liên_kết=|viềnliên_kết=|viềnliên_kết=|viền Alex You

## Thống kê đội hình
| Số áo | Vị trí | Tên                 | VĐQG | VĐQG      | Hun Sen Cup | Hun Sen Cup | Tổng cộng | Tổng cộng |
| Số áo | Vị trí | Tên                 | Trận | Bàn thắng | Trận        | Bàn thắng   | Trận      | Bàn thắng |
| ----- | ------ | ------------------- | ---- | --------- | ----------- | ----------- | --------- | --------- |
| 1     | GK     | Hul Kimhuy          | 5    | 0         | 0           | 0           | 5         | 0         |
| 2     | DF     | Sleh Sen            | 3    | 0         | 0           | 0           | 3         | 0         |
| 3     | DF     | Sath Rosib          | 8    | 0         | 0           | 0           | 8         | 0         |
| 4     | DF     | Ly Vahed            | 0    | 0         | 0           | 0           | 0         | 0         |
| 5     | DF     | Soeuth Nava         | 3    | 1         | 0           | 0           | 3         | 1         |
| 6     | MF     | Touch Pancharong    | 4    | 0         | 0           | 0           | 4         | 0         |
| 7     | FW     | Dudu                | 7(2) | 7         | 0           | 0           | 7(2)      | 7         |
| 8     | MF     | Mat Yamin           | 7    | 1         | 0           | 0           | 7         | 1         |
| 9     | FW     | Khoun Laboravy      | 0(3) | 3         | 0           | 0           | 0(3)      | 3         |
| 10    | FW     | Mat Noron           | 0    | 0         | 0           | 0           | 0         | 0         |
| 13    | DF     | Sraing Titchhy      | 1    | 0         | 0           | 0           | 1         | 0         |
| 14    | MF     | Our Phearon         | 0(1) | 0         | 0           | 0           | 0(1)      | 0         |
| 15    | DF     | Uy Vutha            | 0    | 0         | 0           | 0           | 0         | 0         |
| 16    | FW     | Tes Sambath         | 7(1) | 0         | 0           | 0           | 7(1)      | 0         |
| 17    | MF     | Ly Mizan            | 8    | 2         | 0           | 0           | 8         | 2         |
| 18    | DF     | Sun Sovannrithy (C) | 4    | 0         | 0           | 0           | 4         | 0         |
| 19    | DF     | Lim You             | 1(2) | 0         | 0           | 0           | 1(2)      | 0         |
| 23    | FW     | Mon Vannda          | 0    | 0         | 0           | 0           | 0         | 0         |
| 24    | GK     | Alex You            | 4    | 0         | 0           | 0           | 4         | 0         |
| 25    | DF     | Hong Pheng          | 8    | 0         | 0           | 0           | 8         | 0         |
| 27    | FW     | Julius Oiboh        | 9    | 5         | 0           | 0           | 9         | 5         |
| 28    | MF     | Hikaru Mizuno       | 9    | 0         | 0           | 0           | 9         | 0         |
| 29    | FW     | Ángel Carrascosa    | 4(4) | 1         | 0           | 0           | 4(4)      | 1         |
| 33    | GK     | Om Channou          | 0    | 0         | 0           | 0           | 0         | 0         |
| 36    | GK     | Kim Makara          | 0    | 0         | 0           | 0           | 0         | 0         |
| 45    | FW     | Chea Vesley         | 1(3) | 0         | 0           | 0           | 1(3)      | 0         |
| 71    | DF     | Pom Barang          | 0    | 0         | 0           | 0           | 0         | 0         |
| 95    | MF     | Khamlun Chen        | 0    | 0         | 0           | 0           | 0         | 0         |
| 99    | FW     | Samuel Ajayi        | 6(3) | 2         | 0           | 0           | 6(3)      | 2         |

## Thành tựu
- Giải vô địch quốc gia Campuchia:

• Chiến thắng (3): 2012, 2016, 2017
• Á quân (3): 2013, 2014, 2018
- Cúp CNCC:

• Chiến thắng (1): 2017